# 飯山村
飯山村（いいやまむら）は、かつて神奈川県の中央部に位置した愛甲郡に存在した村である。1889年の町村制施行によって、上古沢村及び下古沢村と合併し小鮎村になった。

## 概要
「飯山」の名称は、1227年（嘉永3年）の文章『相模国飯山』が最初といわれている。1551年（天文20年）の文章には「い山のかう」、1589年（天正17年）の文章には「井山」とあり、古くは多数の表記があった。他にも「鋳山」、「印山」などの記述があった。
「印山」からの改名説が有力とされており、「風土記稿」という書物には、「印山という名ではあるが、『いいやま』と発音されることは必至だった。『印』と『飯』の音読みが似ているため、それが転じて現在の名称に改められた。但しその後も『いやま』と呼ばれることもあった。」と記載されていた。

## 歴史
- 1889年4月1日 - 町村制が施行。飯山村、上古沢村、下古沢村が合併し小鮎村となった。

## 地理
東西に台地があった。
現在の地名は厚木市飯山、飯山南となっている。飯山地区と称される。